# Nervi cutani lateral superior del braç
El nervi cutani lateral superior del braç (o nervi cutani braquial lateral superior) és la continuació de la branca posterior del nervi axil·lar, després de perforar la fàscia profunda. Conté axons de les branques ventrals de les arrels C5-C6.

## Estructura
Recorre al voltant de la vora posterior del deltoide i innerva la pell sobre els dos terços inferiors de la part posterior d'aquest múscul, així com la que cobreix el cap llarg del tríceps braquial.

## Imatges addicionals

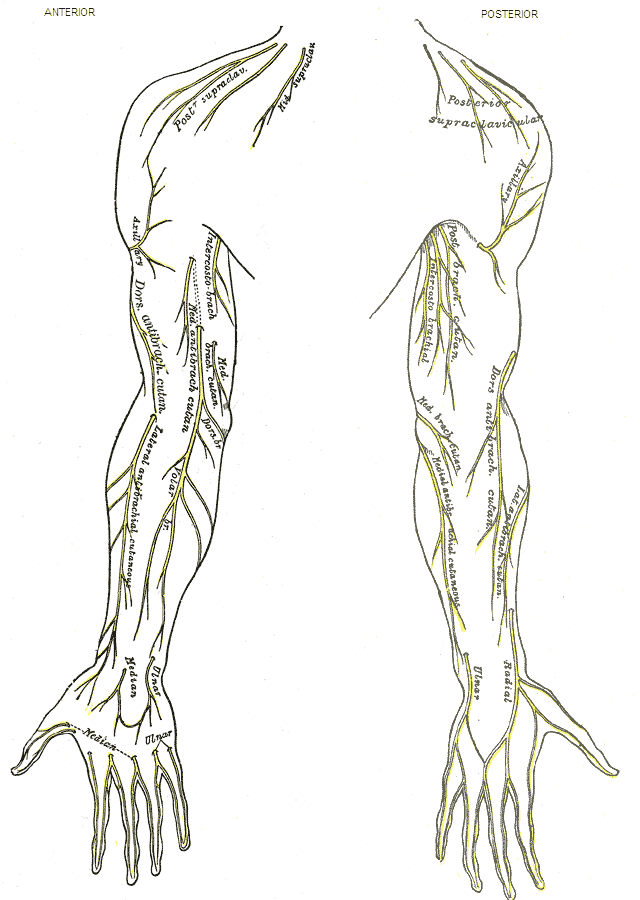
Nervis cutanis de l'extremitat superior dreta.
Esquema de distribució segmentària dels nervis cutanis de l'extremitat superior dreta.